# Theatre Royal (Glasgow)

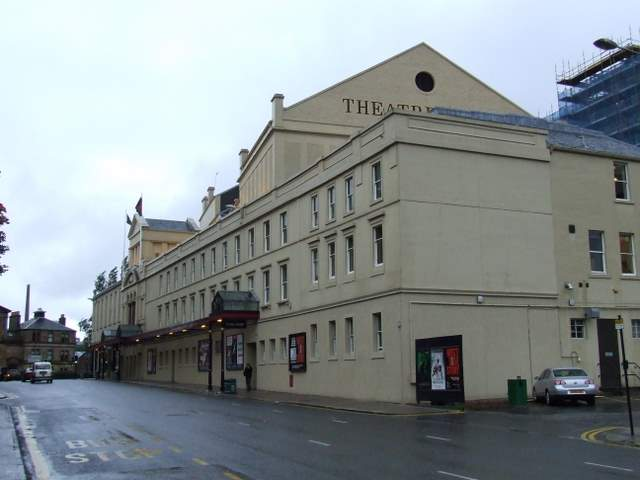
Theatre Royal

Das Theatre Royal, ursprünglich Royal Colloseum, ist ein Theater in der schottischen Stadt Glasgow. 1977 wurde das Bauwerk in die schottischen Denkmallisten in der höchsten Denkmalkategorie A aufgenommen.

## Geschichte
Das Theater wurde 1867 für James Baylis als Royal Colloseum erbaut. Den Entwurf lieferte das Architekturbüro Clarke & Bell. 1877 übernahmen die Juristen McClure & Hannay die Einrichtung. 1879 verheerte ein Brand das Gebäude. Im Folgejahr wurde es durch Charles John Phipps wiederaufgebaut und im August 1880 wiedereröffnet. Howard & Wyndham übernahmen das Theater 1888. Im Jahre 1895 brannte das Theater abermals aus und wurde abermals von Phipps instand gesetzt. Mit Überarbeitungen wurden in den 1900er Jahren James Miller und Charles Rennie Mackintosh betraut. 1957 übernahm Scottish Television das Theater Royal und richtete dort sein erstes Fernsehstudio ein. Abermals verheerte ein Brand im Jahre 1970 Teile den Innenraums. 1974 erwarb Scottish Opera das Theater und ließ es restaurieren.
Mit seiner Einrichtung im Jahre 1867 ist das Theatre Royal das älteste bis heute betriebene Theater in Schottland. In den Anfangsjahrzehnten wurden dort Theaterstücke, Varieté-, Ballett- und pantomimische Aufführungen gezeigt. Seit der Übernahme 1975 wird auf die Aufführung von Opern und Ballettveranstaltungen fokussiert.

## Beschreibung
Das zwei- bis dreistöckige Gebäude steht an der Einmündung der Hope Street in die Cowcaddans Road im Norden des Glasgower Stadtzentrums. Die 24 Achsen weite, ostexponierte Hauptfassade ist verhältnismäßig schlicht ausgestaltet. Oberhalb der drei zweiflügligen Eingangstüren erstreckt sich eine stilisierte Arkade mit granitenen Säulen. Flankierende Pilaster tragen einen bekrönenden, Segmentbogengiebel.